# 소공탑

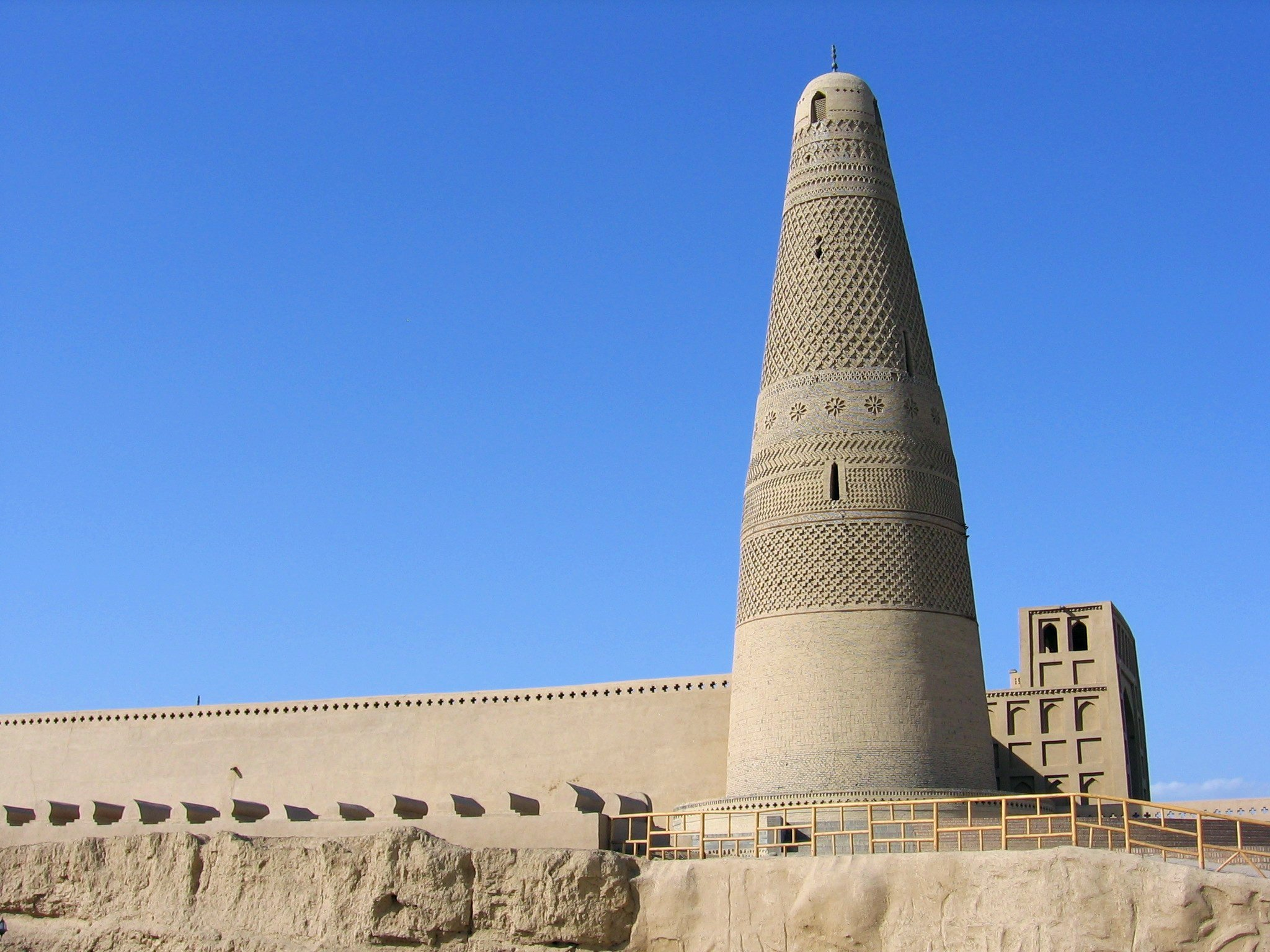
에민 미나레, 소공탑

소공탑(중국어: 苏公塔/ 额敏塔, 병음: Sūgōng Tǎ/ É'mǐn Tǎ)는 신장 위구르 자치구의 투르판에 세워진 위구르 모스크(이슬람 사원)이다. ‘소공탑’ 또는 ‘에민탑’, 또는 현지어로 ‘에민 미나레’라고 부른다.

## 개요
높이 44m 로, 중국에 있는 미나레(이슬람식 탑) 중 가장 높은 탑이다. 청나라는 1750년대 이슬람 지역에 있는 몽골과 위구르에 대한 대대적인 정벌 전쟁을 벌인다. 정복자로서 청나라는 이 지역 사람들과 이슬람 종교에 대한 너그러운 통치 정책을 시행한다.
이 소공탑은 청나라 건륭제 년간(1735–1796)인 1777년 시작되어, 1년 만에 완성된 탑이다. 이 지방 호족에 재정지정을 받아, 이 지역의 투르판 장군이었던 에민호자를 기리기 위해 건립하였으므로 탑의 이름도 “에민”이라고 지었다. 소공탑은 고대 실크로드 중 고대 위구르 가오창의 수도 근처에 위치하고 있으며, 베제클리크 천불동과도 가까운 위치에 있다.
남쪽 신장지역의 건조한 생태는 실크로드와 같은 역사적인 무역로를 통해 동아시아와 서아시아를 오랫동안 연결해 왔고, 이 교차로 주변 지역의 땅은 신장에서 위구르 이슬람 건축물이 세워지는 지역이 되었다.
이 지역은 이민족과 다른 종교 집단 사이에 문화교류의 장으로 오랫동안 역할을 해왔다. 소공탑은 다른 위구르 모스크와 미나레(이슬람식탑)와 같이 이슬람 전통 양식과 토속의 위구르 전통 건축 양식의 결합을 반영한다.

## 같이 보기
- 향비묘